# Moose-Wilson Road
Die Moose-Wilson Road ist eine 24 km lange Straße im Westen des US-Bundesstaates Wyoming. Die südlichen 12,39 km außerhalb des Grand-Teton-Nationalparks verlaufen als Wyoming Highway 390. Die Straße verläuft in Süd-Nord-Richtung im Tal Jackson Hole und verbindet den Wyoming Highway 22 mit dem Grand-Teton-Nationalpark. Die gesamte Strecke verläuft im Teton County.

## Verlauf

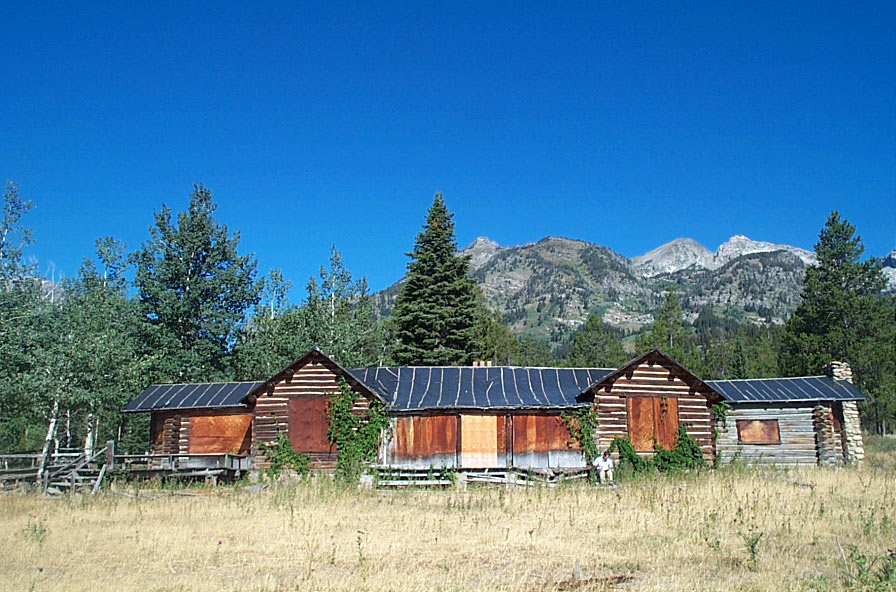
Die White Grass Dude Ranch entlang der Moose-Wilson Road, eingetragen im National Register of Historic Places

Der Wyoming Highway 390 beginnt an der Kreuzung mit dem als Teton Pass Highway bekannten Wyoming Highway 22 wenige Kilometer östlich von Wilson und unmittelbar westlich des Snake River. Die Straße verläuft von dort durch das Tal Jackson Hole nach Norden und durchquert die Ortschaft Moose Wilson Road. Weiter nördlich passiert die State Route den Ort Teton Village mit dem Jackson Hole Mountain Resort und verläuft von dort in nordöstlicher Richtung in den Grand-Teton-Nationalpark. Hier endet die Bezeichnung als Wyoming Highway 390. Die nun nur noch als Moose-Wilson Road bezeichnete Straße führt in kurvigem Verlauf durch den Nationalpark, passiert einige Wanderparkplätze wie den Death Canyon Trailhead oder den Phelps Lake Trailhead und endet nach Überquerung der Teton Park Road nach rund 24 km am Hauptquartier des Grand-Teton-Nationalparks in Moose.

## Belege
1. ↑  Alex: Wyoming State Route Log: 300 through 399. Abgerufen am 6. Februar 2024 (amerikanisches Englisch).